# Comuna Dobrohostiv, Drohobîci
Dobrohostiv (în ucraineană Доброгостів) este o comună în raionul Drohobîci, regiunea Liov, Ucraina, formată din satele Bîstrîi și Dobrohostiv (reședința).

## Demografie
Componența lingvistică a comunei Dobrohostiv
     Ucraineană (99,79%)
     Alte limbi (0,21%)
Conform recensământului din 2001, majoritatea populației comunei Dobrohostiv era vorbitoare de ucraineană (99,79%), existând în minoritate și vorbitori de alte limbi.